# دوري كرة القدم الأوكراني الدرجة الثانية 1999–2000
دوري كرة القدم الأوكراني الدرجة الثانية 1999–2000 (بالأوكرانية: Чемпіонат України з футболу 1999—2000: друга ліга)‏ هو موسم من دوري كرة القدم الأوكراني الدرجة الثانية ‏. فاز فيه نادي بوكوفينا تشيرنوفتسي.